# إيتشي-غو إيتشي-إي
إيتشي-غو إيتشي-إي (باليابانية: 一期一会) هو مفهوم ياباني يعكس فلسفة تقدير اللحظات الفريدة في الحياة. يُترجم هذا المصطلح حرفيًا إلى (فرصة واحدة، لقاء واحد) ويعبر عن فكرة مفادها أن كل لقاء أو جلسة اجتماعية هي عبارة عن حدث يحمل طابعًا خاصًا به، فهو حدث استثنائي لا يمكن تكراره بنفس الشكل والظروف مرة أخرى.

## الجذور التاريخية

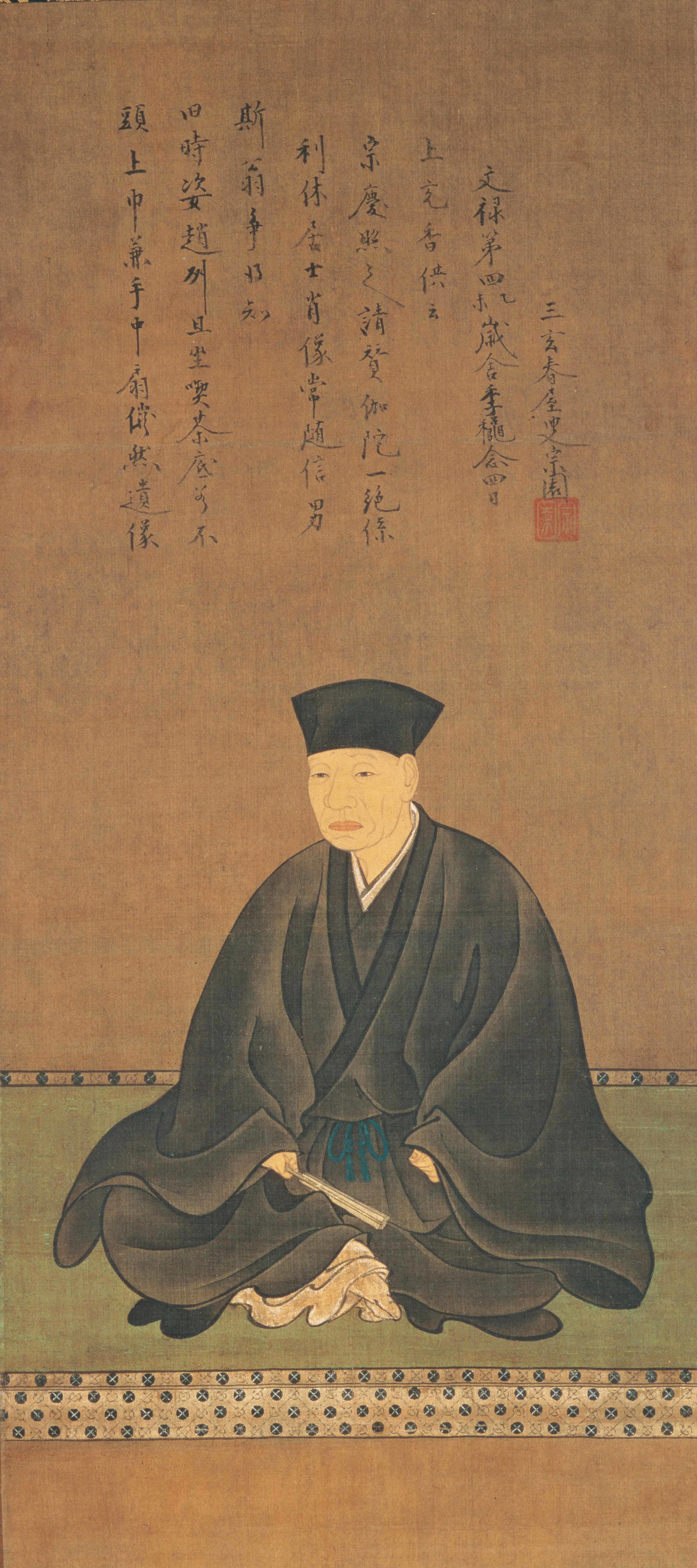
سين ريكيو الذي استُلهم منه مفهوم إيتشي غو إيتشي إي.

تعود جذور المثل الياباني إيتشي-غو إيتشي-إي إلى القرن السادس عشر في اليابان، حيث تم تطوير هذا المبدأ بواسطة المعلم الشهير في فن الشاي سين ريكيو. عُرف ريكيو بتأثيره الكبير على تقاليد الشاي اليابانية، حيث أسس أسلوبًا خاصًا في الضيافة يُعرف باللغة اليابانية بـسادو أو طريق الشاي.
كان ريكيو يدعو إلى احترام اللحظات الاستثنائية في الحياة، مشددًا على أهمية التعامل الراقي مع كل من تقابله، وخاصةً الضيوف. كان يشجع على أن ينظر الناس إلى كل لقاء على أنه تجربة وحيدة لا تتكرر، مما يجعلها مميزة وفريدة من نوعها.
يظهر من بعض الفقرات الواردة في كتاب الشاي (باليابانية: 茶湯一会集) الذي كتبه لي ناوسوكي يظهر كيف أن تعاليم ريكيو تضفي أهمية كبيرة على جلسات الشاي كوسيلة للتواصل الإنساني وتقدير اللحظات الفريدة أثناءها. حيث يُظهر النص كيفية التخطيط لمراسم الشاي بحيث تكون تجربة لا تُنسى، وكيف ينبغي على المضيف أن يولي اهتمامًا كبيرًا لجميع التفاصيل أثناء الجلسة، بينما يُتوقع من الضيوف أن يتفاعلوا بحماس وكأنه اجتماع لن يتكرر بعد ذلك ..

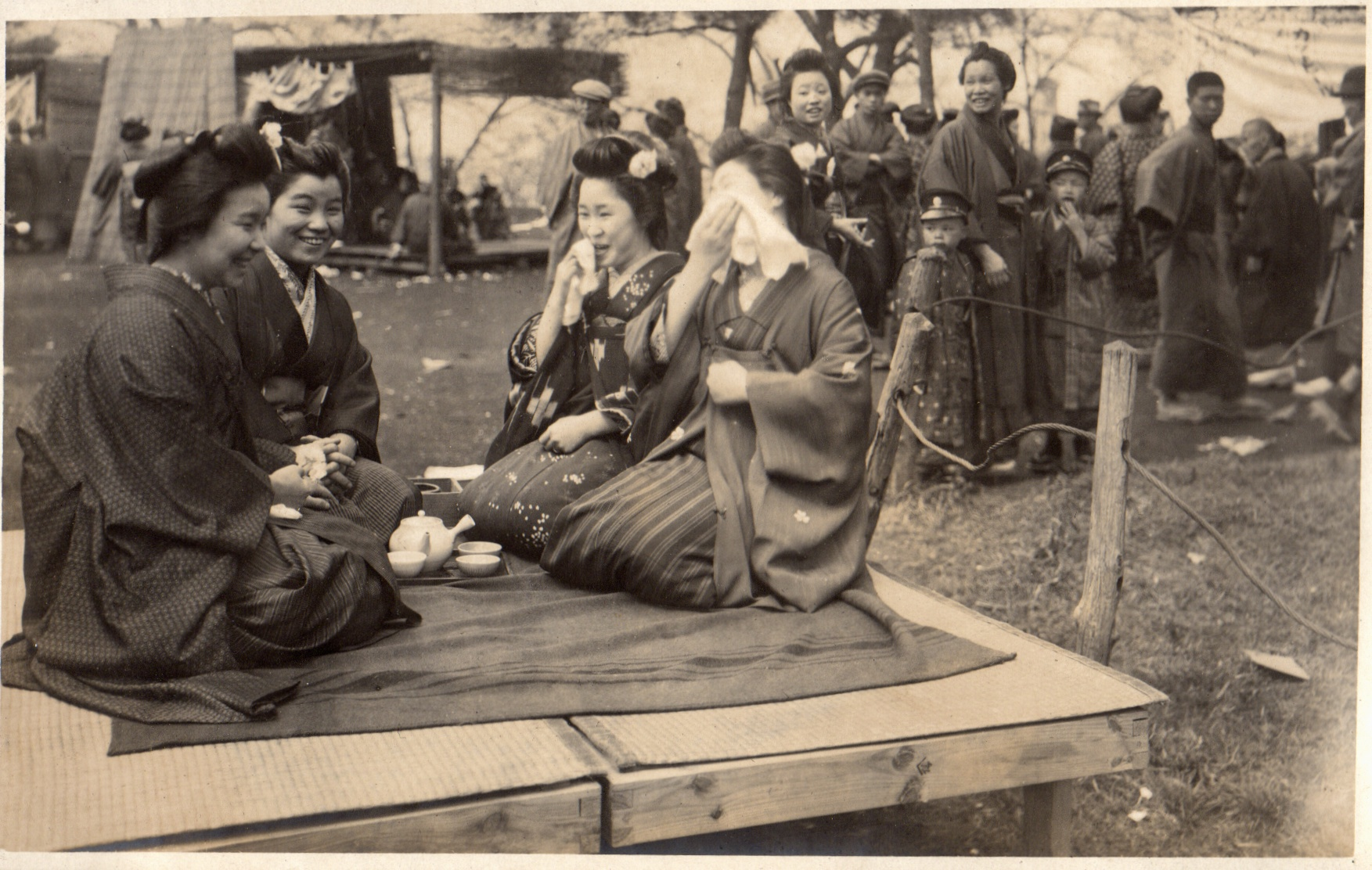
جلسات الشاي اليابانية التي احتضنت ثقافة إيتشي-غو إيتشي-إي.

هكذا نشأ هذا المفهوم في طقوس جلسات الشاي اليابانيةالتقليدية، حيث تُعتبر كل جلسة شاي بمثابة فرصة فريدة يجب احترامها والاعتزاز بها. يشدد مفهوم إيتشي-غو إيتشي-إي على ضرورة الإنتباه الكامل والاهتمام باللحظة، مما يثري التجربة ويمنحها المزيد من العمق والمعنى.

## العلاقة بإيكيغاي
تتكامل فكرة إيتشي-غو إيتشي-إي مع مفهوم إيكيغاي. إيكيغاي التي تدعو إلى حياة ذات معنى وهدف. بينما يساعد إيكيغاي الناس في اكتشاف معنى حياتهم بحيث يجعلها جديرة بالعيش؛ يشدد مفهوم إيتشي-غو إيتشي-إي على أهمية تقدير كل خطوة من رحلة الحياة. يتكامل كلا المفهومين ليشكلا نهجًا منسجمًا لعيش حياة متوازنة راضية ومليئة بالقيمة والمعنى.

## دلالات فلسفية
يعد مفهوم إيتشي-غو إيتشي-إي فلسفة وأسلوب حياة ياباني . تتقاطع هذه الفلسفة مع مفهوم ايكيغاي، حيث تشكل معًا إطارًا شاملًا للعيش بوعي وهدف. يمكن أن تتجلى هذه الفلسفة كذلك في تبني ثقافة العيش في اللحظة الحاضرة، وممارسة اليقظة والانتباه الكامل أثناء ممارسة الأنشطة اليومية، وكسر الروتين لخلق تجارب فريدة، وإظهار الاحترام والتقدير في العلاقات الشخصية. ففي عالمنا المعاصر المتسم بالسرعة، تقدم هذه الفلسفة حلاً للصعوبات التي يسببها التشتت وتساعد على تخفيف ضغوط الانشغال المستمر، لأنها تشجع الناس على التحرر من عجلة الحياة الروتينية والتركيز على إثراء كل لحظة بمعنى أعمق. وقد أثبتت هذه الفلسفة فعاليتها في تحويل التواصل اليومي العادي إلى ذكريات قيّمة، مما من شأنه أن يؤدي إلى تحسين درجة جودة الحياة بشكل واضح وملحوظ.

## أنظر أيضًا
- إيكيغاي.
- كايزن.
- وابي سابي.